# Walentyna Kosyr
Walentyna Kosyr (ukrainisch Валентина Козир, engl. Transkription Valentyna Kozyr, russisch Валентина Васильевна Козырь – Walentina Wassiljewna Kosyr – Valentina Kozyr, verheiratete Авілова – Awilowa – Avilova; * 25. April 1950 in Czernowitz) ist eine ehemalige ukrainische Hochspringerin, die für die Sowjetunion startete.
1966 wurde sie Junioren-Vizeeuropameisterin. Bei den Olympischen Spielen 1968 in Mexiko-Stadt gewann sie mit ihrer persönlichen Bestleistung von (1,80 m) die Bronzemedaille hinter Milena Rezková aus der Tschechoslowakei (1,82 m) und ihrer Landsfrau Antonina Okorokowa (1,80 m).
Walentyna Kosyr ist mit dem Zehnkämpfer Mykola Awilow verheiratet.